# 조반나 트릴리니
조반나 트릴리니(이탈리아어: Giovanna Trillini, 1970년 5월 17일~)는 이탈리아의 펜싱 선수, 지도자로 주 종목은 플뢰레이다. 올림픽 5회 연속으로 참가하여 참가한 모든 대회에서 메달을 획득했고, 4회 연속 금메달을 획득했다. 특히 1992년 하계 올림픽에서는 개인전과 단체전을 석권했다.

## 같이 보기
- 올림픽 이탈리아 선수단